# 三尸

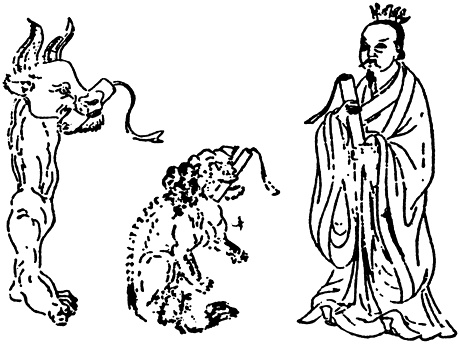
『太上除三尸九蟲保生經』裡的「三尸」。右起：上尸、中尸、下尸。

三尸是道教稱存於人體的三種蟲。

## 傳說
據《洞神訣》所稱，上蟲彭琚白而青，中蟲彭質白而黃，下蟲彭矯白而黑。人死則三蟲出為尸鬼，各化為物，與形為殃，擊之衝破也，其餘眾蟲，皆隨屍而亡。故學仙者精謹備於五情之氣，服食藥物以去三蟲。
又云：上尸彭琚，使人好滋味，嗜欲痴滯；中尸彭質，使人貪財寶，好喜怒；下尸彭矯，使人愛衣服，耽淫女色。
有很多道人除三尸的传说。在宋代的《东京梦华录》里就有三尸虫的记载。另外，中医以三尸虫来指称一些寄生虫。

## 文学
《后西游记》中有三尸大王
1. ↑  胡胜. . 山西人民出版社. 2005年: 92.